# International Arbitration League
 (août 2020).
L'International Arbitration League  (Ligue internationale d'arbitrage) est une ancienne société de pacifistes dirigée par des hommes de la classe ouvrière. 
Elle est fondée sur le Comité des travailleurs britanniques pour la paix, par le lauréat du prix Nobel de la paix, Sir William Randal Cremer et des boursiers de la Reform League récemment dissoute. En 1870, elle devient connue sous le nom de Workmen's Peace Association, devenant plus tard la Ligue internationale d'arbitrage. 
L'organisation est dirigée par des hommes issus de la classe ouvrière ouvrière qui sont contre l'augmentation des dépenses militaires ou l'intervention dans les guerres continentales. Elle promeut une « haute cour des nations » et le développement du droit international. Elle est financée par la Peace Society pour ses premières années, qui est une organisation principalement chrétienne qui cherche un pacifisme absolu. Au lieu de cela, la Ligue fait appel à l'arbitrage, qui connaisse bien ses membres, car l'approche est connue pour fonctionner dans les conflits du travail. À partir de 1889, il promeut le désarmement plutôt que le pacifisme absolu. 
Le réformateur radical Howard Evans est à plusieurs reprises son président, vice-président, secrétaire et trésorier. Il écrit son manifeste et son premier article est la création de la « Haute Cour des Nations ». Il est également rédacteur en chef de sa revue The Arbitrator de 1872. Cela s'étend à Paris et a des agents couvrant de grandes parties de l'Europe. 
Pendant la Première Guerre mondiale, il soutient l'utilisation des armées par les Alliés comme mesure défensive. C'est un promoteur de la Société des Nations après la fin de la guerre. 
L'organisation est ensuite incorporée à la République Mondcivitane (Commonwealth of World Citizens) en 1958. 